# Nati nel 1926/Febbraio
| Questa pagina contiene informazioni ricavate automaticamente dalle voci biografiche con l'ausilio del template Bio e di un bot. L'aggiornamento è periodico e automatico e ricostruisce completamente la pagina. Se manca una persona in questa lista, sei pregato di non aggiungerla, ma accertati piuttosto che la sua voce biografica contenga il template Bio e che i dati anagrafici siano correttamente compilati. Se il template Bio manca, inseriscilo tu stesso o, in alternativa, metti l'avviso {{tmp\|Bio}} che ne segnala la mancanza. Se i dati riportati sono sbagliati, correggi direttamente la voce biografica; le modifiche saranno visibili in questa lista entro pochi giorni. Per chiarimenti vedi il progetto biografie. La lista contiene solo le 170 persone che sono citate nell'enciclopedia e per le quali è stato implementato correttamente il template Bio. Pagina aggiornata al 10 ago 2025. |

- 1º febbraio - Pio Galli, sindacalista italiano († 2011)
- 1º febbraio - Nancy Gates, attrice statunitense († 2019)
- 1º febbraio - Vivian Maier, fotografa statunitense († 2009)
- 1º febbraio - Leonardo Polo, filosofo e scrittore spagnolo († 2013)
- 1º febbraio - Robert D. Schaldach, astronomo statunitense († 1963)
- 1º febbraio - Noemí Simonetto de Portela, lunghista, ostacolista e velocista argentina († 2011)
- 2 febbraio - Philippe Chatrier, tennista, giornalista e dirigente sportivo francese († 2000)
- 2 febbraio - Valéry Giscard d'Estaing, politico francese († 2020)
- 2 febbraio - Miriam Mafai, giornalista, scrittrice e politica italiana († 2012)
- 2 febbraio - Miguel Obando Y Bravo, cardinale e arcivescovo cattolico nicaraguense († 2018)
- 2 febbraio - Fritz Stern, storico tedesco († 2016)
- 2 febbraio - Sung Nak-woon, calciatore sudcoreano († 1997)
- 2 febbraio - Luigi Veronelli, gastronomo, giornalista e editore italiano († 2004)
- 3 febbraio - Lin Delija, pittore albanese († 1994)
- 3 febbraio - Franz Islacker, calciatore tedesco († 1970)
- 3 febbraio - Giuseppe Matarrese, politico italiano († 1997)
- 3 febbraio - Maria Vittoria Mezza, politica italiana († 2005)
- 3 febbraio - Xavier de Planhol, iranista e geografo francese († 2016)
- 3 febbraio - Linda Sini, attrice italiana († 1999)
- 3 febbraio - Jerzy Sterenga, cestista e allenatore di pallacanestro polacco († 1999)
- 3 febbraio - Glen Tetley, danzatore e coreografo statunitense († 2007)
- 3 febbraio - Anatolij Verbickij, attore sovietico († 1977)
- 3 febbraio - Hans-Jochen Vogel, politico e avvocato tedesco († 2020)
- 3 febbraio - Richard Yates, scrittore, giornalista e sceneggiatore statunitense († 1992)
- 4 febbraio - Karl Beckson, critico letterario e saggista statunitense († 2008)
- 4 febbraio - Roberto Fertonani, traduttore e saggista italiano († 2000)
- 4 febbraio - Albert Frère, imprenditore belga († 2018)
- 4 febbraio - Gyula Grosics, allenatore di calcio e calciatore ungherese († 2014)
- 4 febbraio - Abd el-Aziz el-Zoubi, politico israeliano († 1974)
- 5 febbraio - Fazio Fabbrini, politico e partigiano italiano († 2018)
- 5 febbraio - Stefan Gierasch, attore statunitense († 2014)
- 5 febbraio - Lars Huldén, scrittore, traduttore e linguista finlandese († 2016)
- 5 febbraio - Marcello Muccini, pittore italiano († 1978)
- 5 febbraio - Giorgio Olcese, ingegnere, architetto e urbanista italiano
- 6 febbraio - Gianni Corbi, giornalista italiano († 2001)
- 6 febbraio - Walker Edmiston, attore e doppiatore statunitense († 2007)
- 6 febbraio - Lars Eriksson, calciatore svedese († 1994)
- 6 febbraio - Dan Kahler, cestista statunitense († 2015)
- 6 febbraio - Jean-Bernard Raimond, politico e diplomatico francese († 2016)
- 7 febbraio - Ted Alevizos, cantante statunitense († 2009)
- 7 febbraio - Konstantin Petrovič Feoktistov, ingegnere e cosmonauta sovietico († 2009)
- 7 febbraio - Oreste Granillo, politico e dirigente sportivo italiano († 1997)
- 7 febbraio - Estanislao Esteban Karlic, cardinale e arcivescovo cattolico argentino († 2025)
- 7 febbraio - Zaki Selim, cestista egiziano († 1979)
- 7 febbraio - Mark Evgenovič Tajmanov, pianista e scacchista russo († 2016)
- 7 febbraio - Keiko Tsushima, attrice giapponese († 2012)
- 7 febbraio - Vinicio Vergoni, scrittore italiano († 2017)
- 8 febbraio - Neal Cassady, scrittore statunitense († 1968)
- 8 febbraio - Adriano Ghione, partigiano italiano († 1944)
- 8 febbraio - Michel Pinseau, architetto francese († 1999)
- 8 febbraio - Derek Pugh, velocista britannico († 2008)
- 8 febbraio - Allan Rich, attore statunitense († 2020)
- 8 febbraio - Elena Várossová, filosofa e storica della filosofia slovacca († 2010)
- 8 febbraio - Sonja Ziemann, attrice tedesca († 2020)
- 9 febbraio - Veniero Canevari, illustratore e pittore italiano († 1989)
- 9 febbraio - Giuseppe Cittadini, politico italiano († 2006)
- 9 febbraio - Garret FitzGerald, politico, economista e avvocato irlandese († 2011)
- 9 febbraio - La Norma Fox, circense statunitense
- 10 febbraio - Danny Blanchflower, calciatore e allenatore di calcio nordirlandese († 1993)
- 10 febbraio - Nico Carstens, fisarmonicista e compositore sudafricano († 2016)
- 10 febbraio - Hazel Court, attrice inglese († 2008)
- 10 febbraio - Ernst Gebendinger, ginnasta svizzero († 2017)
- 10 febbraio - Bruno Ruzza, calciatore italiano († 2019)
- 11 febbraio - Paul Bocuse, cuoco e gastronomo francese († 2018)
- 11 febbraio - Angelo Fusco, giornalista, scrittore e regista italiano († 1985)
- 11 febbraio - Alexander Gibson, direttore d'orchestra scozzese († 1995)
- 11 febbraio - Leslie Nielsen, attore e comico canadese († 2010)
- 11 febbraio - Giorgio Taddei, imprenditore italiano († 2004)
- 11 febbraio - Roman Tmetuchl, imprenditore e politico palauano († 1999)
- 12 febbraio - Irene Camber, schermitrice italiana († 2024)
- 12 febbraio - Francisco Flores Cordoba, calciatore messicano († 1986)
- 12 febbraio - Charles Van Doren, personaggio televisivo statunitense († 2019)
- 12 febbraio - Ol'ga Voronec, cantante russa († 2014)
- 12 febbraio - Boris de Rachewiltz, egittologo, archeologo e etnologo italiano († 1997)
- 12 febbraio - Hilbert Schenck, scrittore e ingegnere statunitense († 2013)
- 13 febbraio - Fay Ajzenberg-Selove, docente statunitense († 2012)
- 13 febbraio - Gianna Baltaro, giornalista e scrittrice italiana († 2008)
- 13 febbraio - Franco Moccagatta, giornalista italiano († 2003)
- 13 febbraio - Verner Panton, designer danese († 1998)
- 13 febbraio - Tonny Albert Springer, matematico tedesco († 2011)
- 14 febbraio - Ercole Castaldo, calciatore, allenatore di calcio e dirigente sportivo italiano († 2006)
- 14 febbraio - Şinasi Ertan, cestista turco († 2017)
- 14 febbraio - Anselmo Guarraci, politico italiano († 2000)
- 14 febbraio - Robert Guillin, cestista francese († 2013)
- 14 febbraio - Alfred Körner, calciatore austriaco († 2020)
- 14 febbraio - Juan López, velocista uruguaiano († 1978)
- 14 febbraio - Héctor Vilches, calciatore uruguaiano († 1998)
- 14 febbraio - Irvin Yeaworth, regista, sceneggiatore e produttore cinematografico tedesco († 2004)
- 15 febbraio - Muhammad al-Badr, re yemenita († 1996)
- 15 febbraio - Piero Camporesi, filologo, critico letterario e storico italiano († 1997)
- 15 febbraio - Flora Carabella, attrice italiana († 1999)
- 15 febbraio - Luigia Cordati Rosaia, politica, matematica e insegnante italiana († 2024)
- 15 febbraio - Heinz Fröhlich, calciatore tedesco orientale († 1999)
- 15 febbraio - Rubén Fuentes, violinista messicano († 2022)
- 15 febbraio - Elio Sparano, giornalista e conduttore televisivo italiano († 2004)
- 16 febbraio - David Austin, botanico e scrittore britannico († 2018)
- 16 febbraio - Gioacchino Calabrò, fantino e avvocato italiano († 2013)
- 16 febbraio - Margot Frank, tedesca († 1945)
- 16 febbraio - David Frankham, produttore televisivo, produttore cinematografico e attore britannico
- 16 febbraio - John Schlesinger, regista, attore e sceneggiatore britannico († 2003)
- 16 febbraio - Elemér Szathmáry, nuotatore ungherese († 1971)
- 17 febbraio - Albert Brenner, scenografo statunitense († 2022)
- 17 febbraio - Lee Hoiby, compositore e pianista statunitense († 2011)
- 17 febbraio - Egisto Pandolfini, calciatore e allenatore di calcio italiano († 2019)
- 17 febbraio - Jeremy Slate, attore statunitense († 2006)
- 18 febbraio - A. R. Ammons, poeta statunitense († 2001)
- 18 febbraio - Susanna Egri, ballerina e coreografa ungherese
- 18 febbraio - Len Ford, giocatore di football americano e cestista statunitense († 1972)
- 18 febbraio - Rita Gorr, mezzosoprano e contralto belga († 2012)
- 18 febbraio - Jan Zwartkruis, allenatore di calcio olandese († 2013)
- 19 febbraio - Roy Bicknell, allenatore di calcio e calciatore inglese († 2005)
- 19 febbraio - Salvatore Centorame, calciatore italiano
- 19 febbraio - José Gochangco, cestista filippino († 2008)
- 19 febbraio - Roberto Jucci, generale italiano
- 19 febbraio - Michael Kennedy, biografo, giornalista e musicologo inglese († 2014)
- 19 febbraio - György Kurtág, compositore ungherese
- 19 febbraio - Angelo Marsiano, storico e saggista italiano († 1993)
- 19 febbraio - Ross Thomas, scrittore statunitense († 1995)
- 20 febbraio - Vittorio Bachelet, giurista e politico italiano († 1980)
- 20 febbraio - Whitney Blake, attrice e sceneggiatrice statunitense († 2002)
- 20 febbraio - Jean Fernandez Diaz, italiano († 1943)
- 20 febbraio - Gillian Lynne, attrice teatrale, ballerina e coreografa britannica († 2018)
- 20 febbraio - Richard Matheson, scrittore e sceneggiatore statunitense († 2013)
- 20 febbraio - Ken Olsen, ingegnere statunitense († 2011)
- 20 febbraio - Zinaida Portnova, partigiana sovietica († 1944)
- 20 febbraio - Bob Richards, astista e politico statunitense († 2023)
- 20 febbraio - Luigi Saccavino, ex calciatore italiano
- 20 febbraio - María Isabel Salvat Romero, religiosa spagnola († 1998)
- 20 febbraio - Alfonso Sastre, drammaturgo, scrittore e saggista spagnolo († 2021)
- 21 febbraio - José García, calciatore uruguaiano († 2011)
- 22 febbraio - Antonio Ausenda, ciclista su strada italiano († 1992)
- 22 febbraio - Juan Rodolfo Laise, vescovo cattolico argentino († 2019)
- 22 febbraio - Miguel León-Portilla, antropologo e storico messicano († 2019)
- 22 febbraio - José Travassos, calciatore portoghese († 2002)
- 22 febbraio - Kenneth Williams, attore gallese († 1988)
- 22 febbraio - Bud Yorkin, produttore cinematografico, produttore televisivo e regista statunitense († 2015)
- 23 febbraio - Isabel Bigley, attrice teatrale e cantante statunitense († 2006)
- 23 febbraio - Luigi De Magistris, cardinale e arcivescovo cattolico italiano († 2022)
- 23 febbraio - Giulio Girardi, presbitero, teologo e filosofo italiano († 2012)
- 23 febbraio - Ede Király, pattinatore artistico su ghiaccio ungherese († 2009)
- 24 febbraio - Lucio Abis, politico italiano († 2014)
- 24 febbraio - Vinicio Diamanti, attore italiano († 2009)
- 24 febbraio - Mario Grecchi, partigiano italiano († 1944)
- 24 febbraio - Erich Loest, scrittore tedesco († 2013)
- 24 febbraio - Jacqueline Roque, artista francese († 1986)
- 25 febbraio - Roberto Giammanco, sociologo, storico e saggista italiano († 2013)
- 25 febbraio - Rana Hanimsultan, principessa ottomana († 2008)
- 25 febbraio - Angelo Tansini, politico italiano († 1994)
- 26 febbraio - Doris Belack, attrice e doppiatrice statunitense († 2011)
- 26 febbraio - Gabino Díaz Merchán, arcivescovo cattolico spagnolo († 2022)
- 26 febbraio - Verne Gagne, wrestler e giocatore di football americano statunitense († 2015)
- 26 febbraio - H.M., statunitense († 2008)
- 26 febbraio - Konstantin Križevskij, calciatore sovietico († 2000)
- 26 febbraio - Miroslava, attrice cecoslovacca († 1955)
- 26 febbraio - Vittoria Mongardi, cantante e attrice italiana († 1975)
- 26 febbraio - Angiola Maria Romanini, storica dell'arte italiana († 2002)
- 26 febbraio - Pasquale Simonetti, mafioso italiano († 1955)
- 26 febbraio - Cynthia Stone, attrice televisiva statunitense († 1988)
- 26 febbraio - Saverio Ungheri, scultore italiano († 2013)
- 27 febbraio - Sjaak Alberts, calciatore olandese († 1997)
- 27 febbraio - Elisabeth Borchers, poetessa e scrittrice tedesca († 2013)
- 27 febbraio - David Hubel, medico e neuroscienziato canadese († 2013)
- 27 febbraio - Efraín Sánchez, allenatore di calcio e calciatore colombiano († 2020)
- 27 febbraio - Giorgio Trebbi, architetto italiano († 2002)
- 27 febbraio - Roger Wheeler, imprenditore statunitense († 1981)
- 27 febbraio - Tullio Zuppet, calciatore italiano († 1998)
- 28 febbraio - Svetlana Allilueva, scrittrice sovietica († 2011)
- 28 febbraio - Nancy Beaton Loudon, ginecologa britannica († 2009)
- 28 febbraio - Attilio Foti, giornalista e scrittore italiano († 2010)
- 28 febbraio - Massimo Giustetti, vescovo cattolico italiano († 2012)